# Zentraler Fernsehturm Peking
Der Zentrale Fernsehturm Peking ist ein 405 Meter hoher Fernsehturm in Peking und gehört zur chinesischen Mediengruppe CCTV.
Der 1992 fertiggestellte Turm erreicht eine Gesamthöhe von 405 Metern (386,5 m ohne Antenne), bietet eine Aussichtsplattform und ein Drehrestaurant, welche über Fahrstühle erreichbar sind. Er gehört zu den höchsten Fernsehtürmen der Welt.
Der Turm wurde von einem Architektenbüro des Ministeriums für Radio, Film & Fernsehen der Volksrepublik China erbaut. Besondere Merkmale sind hierbei die goldfarben und blau eingefärbten und hochglänzenden kugelrunden Turmabschnitte, welche am Fuß des Turms, sowie im Bereich des Restaurants und der Aussichtsplattform bei 221 bzw. 238 Metern Höhe vorhanden sind.

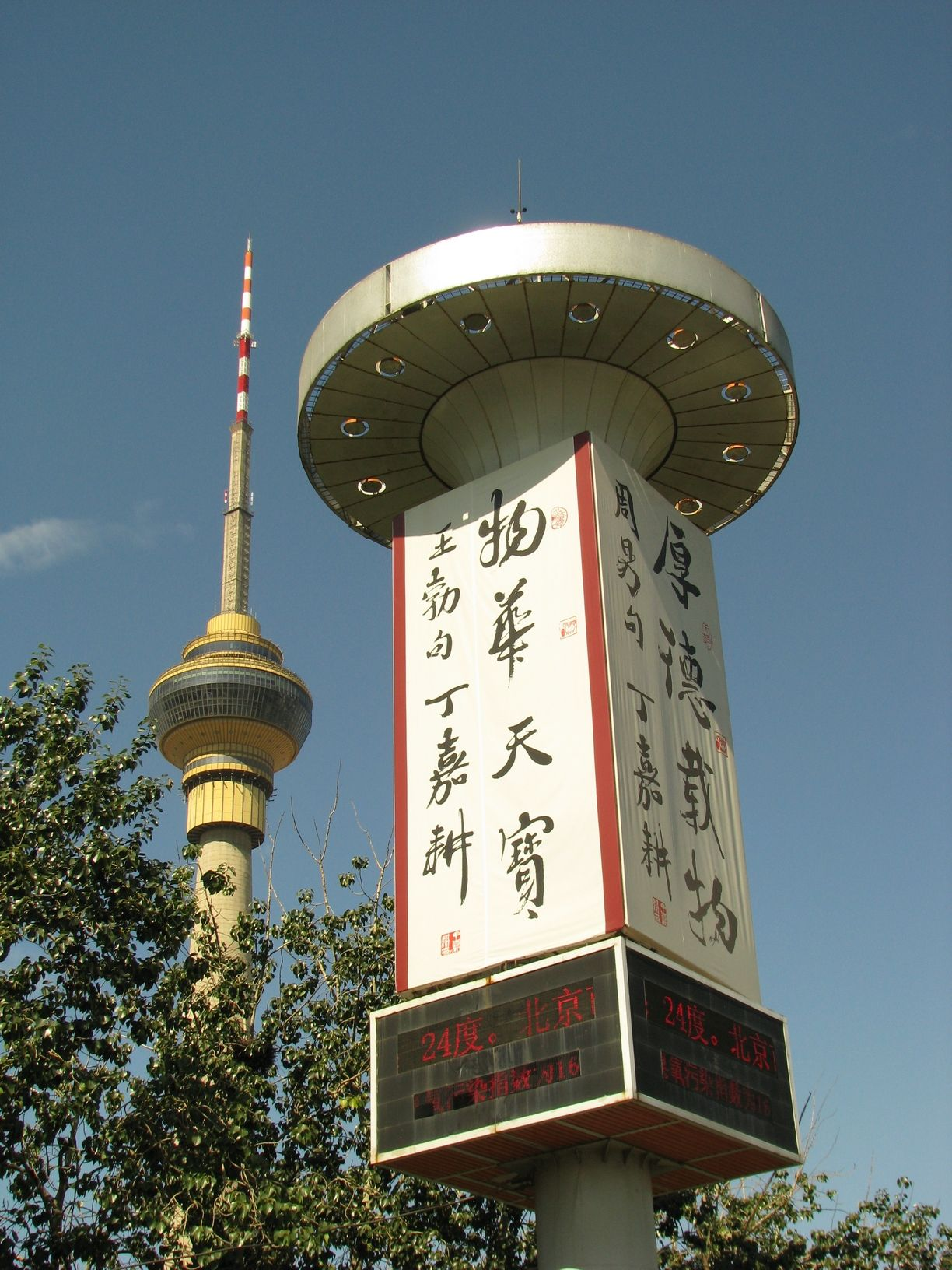
Fernsehturm mit einer chinesischen Litfaßsäule
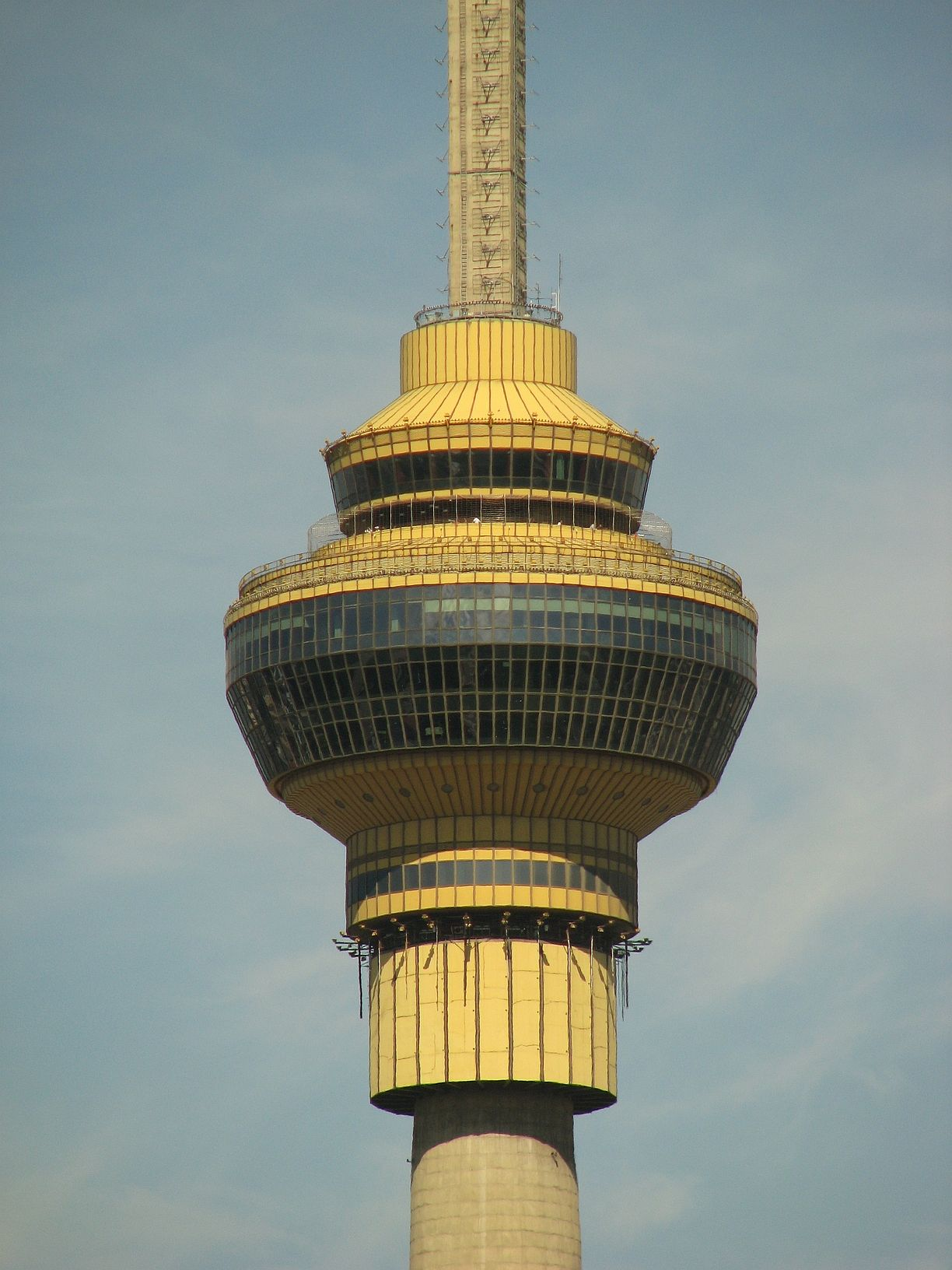
Turmkorb